# Katyusha (bài hát)
Katyusha (tiếng Nga: Катюша, thường được ghi trong tiếng Việt là Kachiusa) là bài hát nổi tiếng của Liên Xô trong thời kỳ Chiến tranh Vệ quốc Vĩ đại và là một trong những bài hát lừng danh nhất nước Nga.
Bài hát nói về 1 người con gái chờ đợi người yêu của mình, khi đó đang phục vụ trong quân đội. Bài hát được Matvei Isaakovich Blanter phổ nhạc vào ngày 27 tháng 11 năm 1938 và được Mikhail Vasilyevich Isakovsky viết lời. Katyusha được nữ ca sĩ nổi tiếng Lidiya Ruslanova biểu diễn đầu tiên.
Một vài nhà phê bình cho rằng bài hát Katyusha không phải là tác phẩm của Blanter, do giai điệu tương tự như vậy đã được Igor Fyodorovich Stravinsky sử dụng trong vở opera Mavra của ông vào năm 1922, và sau đó nó được ông sửa lại để đưa vào vở Chanson Russe vào năm 1937.
Bài hát Katyusha với ngôn từ êm dịu bắt nguồn từ tên phái nữ Ekaterina. Ở Nga, nhiều tên người còn có tên thân mật ngoài tên chính thức, ví dụ tên thân mật của Natalia là Natasha, tên thân mật cao hơn nữa là Natashenka. Trong trường hợp của Ekaterina, Katya là tên thân mật còn Katyusha là tên thân mật cao hơn.
Bài hát Nga này còn tạo cảm hứng để người Nga đặt tên cho các dàn phóng tên lửa của mình là Katyusha BM-8, BM-13 và BM-31, được sản xuất và trang bị cho Hồng quân Xô viết trong Chiến tranh thế giới thứ hai 1939-1945.

## Bài hát tiếng Ý với giai điệu của Katyusha
Trong cuộc kháng chiến chống cuộc xâm lược của Đức Quốc xã (1943 - 1945), Felice Cascione (1918 - 1944) đã viết lời tiếng Ý cho bài hát tiếng Nga Katyusha. Bài hát với tên gọi Fischia il vento ("Gió thổi") cùng với Bella ciao và La Brigata Garibaldi trở thành một trong những bài hát cổ động nổi tiếng nhất.

## Bài hát tiếng Nhật, không liên hệ với Katyusha
Ngoài phiên bản Xô viết, còn có 1 phiên bản khác, dường như là hoàn toàn cách biệt, "Bài hát Kachūsha" (カチューシャの歌, Kachūsha no Uta) đã trở thành phổ biến tại Nhật Bản vào đầu thế kỷ XX.
Ở Nhật Bản nó được Nakayama Shimpei soạn nhạc theo thể thức ngũ thanh. Matsui Sumako đã trình diễn bài hát Kachiusa trong vở kịch "Phục sinh" dựa trên tác phẩm cùng tên của Lev Nikolayevich Tolstoy tại Tokyo năm 1914, bài hát đạt được thành công lớn, với số lượng đĩa bán ra lớn, và được các nhạc công hè phố biểu diễn trong cả Đế quốc Nhật Bản. Nó đã được một số nhà viết sử âm nhạc coi như là ví dụ đầu tiên về âm nhạc quần chúng của Nhật Bản hiện đại.

## Trong văn hóa đại chúng
Trong anime Girls und panzer cũng như trong phần tiếp theo là Girls und Panzer der Film, bài hát được thực hiện bởi các thành viên của đội Chiến xa đạo, trường Cao trung Pravda. Đội trưởng và đội phó của đội Chiến xa đạo trường Pravda là Katyusha (Kanemoto Hisako lồng tiếng) và Nonna (Uesaka Sumire lồng tiếng) hát xướng và các thành viên còn lại đóng vai trò hát xô. Vai trò sáng tác lại và phối nhạc do nhạc sĩ Hamaguchi Shirō đảm nhiệm.
Buổi hoà nhạc Girls und Panzer Herbst Musikfest 2015 cũng có 1 bản mashup vũ khúc Tiên Kẹo ngọt (trong vũ kịch Kẹp hạt dẻ, sáng tác bởi Pyotr Ilyich Tchaikovsky) và Katyusha.
Bài còn được dịch ra nhiều thứ tiếng như tiếng Pháp, tiếng Séc, tiếng Trung, tiếng Hàn, tiếng Việt, tiếng Croat....Thường vào các ngày lễ trọng đại của Nga và Liên Xô cũ, bản nhạc vẫn được biểu diễn

## Lời
| Nguyên bản: Катюша | Phiên âm: Katyusha | Dịch nghĩa: Katyusha | Dịch thơ: Katyusha | Lời tiếng Việt (từ nhạc sĩ Phạm Tuyên) |
| --- | --- | --- | --- | --- |
| Расцветали яблони и груши, Поплыли туманы над рекой. Выходила на берег Катюша, На высокий берег на крутой. Выходила, песню заводила Про степного, сизого орла, Про того, которого любила, Про того, чьи письма берегла. Ой ты, песня, песенка девичья, Ты лети за ясным солнцем вслед. И бойцу на дальнем пограничье От Катюши передай привет. Пусть он вспомнит девушку простую, Пусть услышит, как она поет, Пусть он землю бережет родную, А любовь Катюша сбережет. | Rastsvetali yabloni i grushi, Paplyli tumany nad rekoy. Vykhodila na bereg Katyusha, Na vysokii bereg na krutoy. Vykhodila, pesnyu zavodila Pra stepnogo, sizogo orla, Pra togo, katorogo lyubila, Pra togo, ch'i pis'ma beregla. Oy ty, pyesnya, pyesenka devich'ya, Ty leti za yasnym solntsem vsled. I boytsu na dal'nem pogranich'e Ot Katyushi peredai privyet. Pust' on vspomnit devushku prostuyu, Pust' uslyshit, kak ona payot, Pust' on zemlu berezhyet rodnuyu, A lyubov' Katyusha sberezhyot. | Cây táo, cây lê còn đang độ nở hoa Sương mù lại đang lan tỏa trên con sông dài Cachiusa đi ra ngoài bờ đê Trên bờ đê cao cao và dốc đó. Cô vừa đi lại vừa cất tiếng hát Về một chú chim ưng sáng ngoài đồng hoang Về tình yêu thật sự của cô ấy Cô đang giữ lá thư của ai nhỉ? Ôi những bài hát, những khúc ca của cô thiếu nữ Hướng đến ánh Mặt Trời Gửi tới người lính nơi biên cương xa xôi Cùng với lời chào của Cachiusa. Để anh ấy nhớ về một cô gái giản dị Và nghe thấy giọng ca của cô ấy Để anh ấy gìn giữ đất mẹ Cũng như Cachiusa đã giữ gìn tình yêu của họ. | Lê và táo nở hoa Sương giăng trên sông vắng Cachiusa ra bến Trên bờ cao năm nào. Nàng cất lên bài hát Về đại bàng, thảo nguyên Về một người yêu thương Mà thư nàng vẫn đọc. Ôi, bài ca thiếu nữ Hãy bay theo Mặt Trời Về biên cương xa xôi Trao lời thăm hỏi nhé. Để chàng nhớ về em Để chàng nghe câu hát Chàng giữ gìn Tổ Quốc Tình yêu – em giữ gìn. | Dòng sông xưa rừng táo trắng hoa nở đôi bờ Lặng lờ trôi mặt nước đã loang sương mờ Kìa bóng ai thấp thoáng đó chính Cachiusa Giữa trời mây dòng sông nắng tươi chan hòa Gửi về ai lời hát thiết tha từ xóm làng Từ bờ sông gửi tới cánh chim đại bàng Người chiến sĩ mến thương có hay chăng tấm lòng Chốn làng quê rằng ai nhớ mong đêm ngày Lời ân ái hãy chắp cánh bay về phương trời Về rừng dương, về nơi biên cương xa vời Người chiến sĩ biên cương nghe chăng phút giây này Khúc tình ca thiết tha của Ca-chiu-sa Để anh nhớ người thiếu nữ anh hằng mong chờ Để được nghe từng tiếng hát nơi quê nhà Vì đất nước thân yêu anh ra đi giữ gìn Ca-chiu-sa vẫn chung thủy với mối tình |

## Lời Việt của Katyusha dành cho thiếu nhi
Trong chương trình ca nhạc thiếu nhi 10 chàng tí hon của Hãng phim Phương Nam sản xuất năm 1996, nhạc sĩ Nguyễn Ngọc Thiện phổ lời Việt cho bài hát Katyusha là "Bài ca Kachiusa". Lời bài hát như sau:
Nào bạn ơi, cùng hát với nhau niềm yêu đời,
Bầu trời cao cò trắng rủ nhau bay về,
Cùng với ta hát lên ước mơ tuổi thiên thần
Có nụ hoa và tiếng gió ru ngọt ngào.